# Fusil ametrallador Oviedo
O Fusil ametrallador Oviedo é uma cópia espanhola das metralhadoras leves tchecoslovacas ZB vz. 26 e ZB vz. 30.

## História
Em 1943, a Espanha Franquista encomendou metralhadoras ZB vz. 30 7,92×57mm Mauser da Zbrojovka Brno ocupada pelos alemães, mas recebeu apenas 100 armas. Foi decidido produzir uma cópia em Oviedo. O primeiro protótipo foi construído em 1951 e a produção começou. 10.508 foram produzidas até 1958 e o Egito recebeu 700 delas. Algumas foram modificadas em 1959 para usar uma fita de 50 cartuchos de 7,62×51mm NATO carregada em um tambor. Esta variante modificada, às vezes usada em um tripé, era conhecida como FAO Modelo 59.

## Serviço
A FAO foi apelidada de Pepito e prestou serviço durante a Guerra de Ifni contra o Exército de Libertação de Marrocos. Foi substituída pela MG 42/59 (MG1).